# Convulsionari

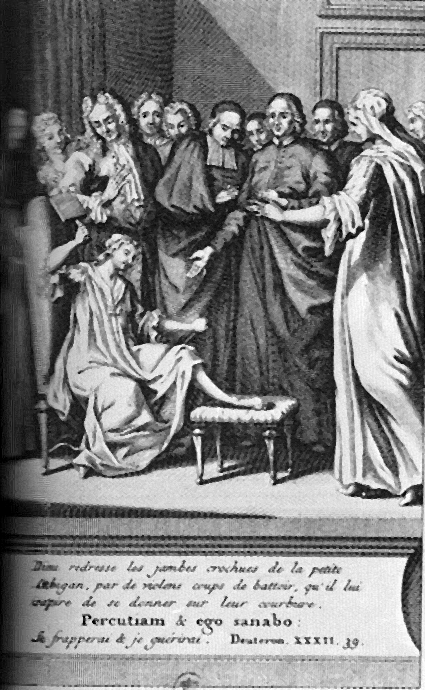
Una donna si percuote con un mazzuolo durante una fase di convulsioni. La legenda della tavola recita: Percutiam et ego Sanabo (percuoterò e guarirò)

Con l'aggettivo di Convulsionari s'intendono dei fenomeni d'isteria collettiva religiosa, sviluppatisi a Parigi nel 1731, dopo presunti miracolosi casi di convulsioni e guarigioni avvenute a partire dal 1728, nel cimitero di Saint-Medard (cimitero dell'abside della chiesa di San Medardo), sulla tomba del diacono François de Pâris, morto in odore di santità.
L'eccesso di queste manifestazioni spinse il governo francese a chiudere il cimitero parigino il 27 gennaio 1732, tuttavia tali manifestazioni di acceso fanatismo proseguirono al punto che il Venerdì Santo del 1758 due suore convulsionarie si fecero crocifiggere per ore davanti a testimoni a Lione e a Fareins.
Questo propagarsi di comportamenti anomali viene spiegato, in neuropatia, come dovuto ad un effetto di simpatia nervosa, che si stabilisce tra neuropatici.